# العلاقات الآيسلندية التشيكية
العلاقات الآيسلندية التشيكية هي العلاقات الثنائية التي تجمع بين آيسلندا والتشيك.

## مقارنة بين البلدين
هذه مقارنة عامة ومرجعية للدولتين:
| وجه المقارنة                                              | آيسلندا          | التشيك                                                                            |
| --------------------------------------------------------- | ---------------- | --------------------------------------------------------------------------------- |
| المساحة (كم2)                                             | 103.00 ألف       | 78.87 ألف                                                                         |
| عدد السكان (نسمة)                                         | 317.35 ألف       | 10.52 مليون                                                                       |
| الكثافة السكانية (ن./كم²)                                 | 3.08             | 133.38                                                                            |
| العاصمة                                                   | ريكيافيك         | براغ                                                                              |
| اللغة الرسمية                                             | اللغة الآيسلندية | اللغة التشيكية                                                                    |
| العملة                                                    | كرونة آيسلندية   | كرونة تشيكية، كرونة تشيكوسلوفاكية                                                 |
| الناتج المحلي الإجمالي (بليون دولار)                      | 23.91 مليار      | 215.73 مليار                                                                      |
| الناتج المحلي الإجمالي (تعادل القوة الشرائية) بليون دولار | 15.79 مليار      | 356.15 مليار                                                                      |
| الناتج المحلي الإجمالي الاسمي للفرد دولار أمريكي          | 50.17 ألف        | 17.55 ألف                                                                         |
| الناتج المحلي الإجمالي للفرد دولار أمريكي                 | 46.55 ألف        | 31.19 ألف                                                                         |
| مؤشر التنمية البشرية                                      | 0.899            | 0.878                                                                             |
| رمز المكالمات الدولي                                      | +354             | +420                                                                              |
| رمز الإنترنت                                              | .is              | .cz                                                                               |
| المنطقة الزمنية                                           | 00، أوروبا/لندن ‏ | ت ع م+01:00، ت ع م+02:00، توقيت وسط أوروبا، توقيت وسط أوروبا الصيفي، أوروبا/براغ ‏ |

## منظمات دولية مشتركة
يشترك البلدان في عضوية مجموعة من المنظمات الدولية، منها:
| علم المنظمة | اسم المنظمة                               | تاريخ انضمام آيسلندا | تاريخ انضمام التشيك |
| ----------- | ----------------------------------------- | -------------------- | ------------------- |
|             | منظمة الشرطة الجنائية الدولية             | ?                    | ?                   |
|             | الاتحاد البريدي العالمي                   | ?                    | ?                   |
|             | حلف شمال الأطلسي                          | 4 أبريل 1949         | 12 مارس 1999        |
|             | منظمة التجارة العالمية                    | ?                    | ?                   |
|             | منظمة التعاون الاقتصادي والتنمية          | ?                    | ?                   |
|             | الفريق المعني برصد الأرض                  | ?                    | ?                   |
|             | مجموعة الموردين النوويين                  | ?                    | ?                   |
|             | مؤسسة التنمية الدولية                     | 19 مايو 1961         | 1993                |
|             | اتفاقية السماوات المفتوحة                 | ?                    | ?                   |
|             | منظمة الأمن والتعاون في أوروبا            | 25 يونيو 1973        | 1993                |
|             | مؤسسة التمويل الدولية                     | 20 يوليو 1956        | 1993                |
|             | مجلس أوروبا                               | ?                    | ?                   |
|             | منظمة حظر الأسلحة الكيميائية              | ?                    | ?                   |
|             | الأمم المتحدة                             | 19 نوفمبر 1946       | 19 يناير 1993       |
|             | الاتحاد الدولي للاتصالات                  | 1 أكتوبر 1906        | 1993                |
|             | البنك الدولي للإنشاء والتعمير             | 27 ديسمبر 1945       | 1993                |
|             | مجموعة أستراليا                           | 1993                 | 1994                |
|             | المركز الدولي لتسوية المنازعات الاستشارية | 14 أكتوبر 1966       | 22 أبريل 1993       |
|             | وكالة ضمان الاستثمار متعدد الأطراف        | 25 سبتمبر 1998       | 1993                |
|             | نظام تحكم تكنولوجيا القذائف               | 1993                 | 1998                |
|             | يونسكو                                    | 8 يونيو 1964         | 22 فبراير 1993      |

## وصلات خارجية
- موقع وزارة الخارجية الآيسلندية
- موقع وزارة الخارجية التشيكية